# 裏面 (ゲーム)
裏面（うらめん）とは、コンピュータゲームにおいて、ゲームクリア後に登場するステージ（面）のこと。出現する敵が強くなっていたり、クリアに必要な条件が変更されていたりと難易度が高くなっている。クリアまでやり込んだプレイヤーに対するオマケとも言える。通常のエンディングまでのステージを表面とした場合、裏面と表現される。
基本的にはバグの類ではなく、開発側で仕様に則ってプログラムされたステージであるが、当時の裏技ブームからこのような名称で呼ばれるようになった。当時のゲームではセーブ機能がないものもあるが、エンディングで裏面から開始できるコマンドが表示されているものもある。ボーナス面などの小規模なものは「隠し面」と呼ばれる。エンディング後また1面から始まる周回制になっているゲームでは2周目、3周目と呼ばれ「裏」とは呼ばれない。

## 歴史

### 裏ドルアーガの塔
ファミコン版『ドルアーガの塔』クリア後にエンディングで表示されるコマンドを入力すると、タイトルの「DRUAGA」の文字が緑色に変化しプレイ可能になる。「アナザードルアーガの塔」とも呼ばれる。宝箱の出現条件が変更されている。PlayStation版ナムコミュージアムVol.3にも収録され、さらには「闇ドルアーガ」も追加されている。
なお、1992年にリメイクされたPCエンジン版で同様のコマンドを入力すると「ウラめんなんてありませんよ！！」と表示される。

### 裏マリオ
ファミコン版『スーパーマリオブラザーズ』クリア後にプレイ可能になる。最弱の敵クリボーが全て、ファイアボールで倒せないメットに置換され、敵の移動スピードも上がっている。また、ステージセレクトが可能になっている。
ファミコンディスクシステム版『スーパーマリオブラザーズ2』では、ワープゾーンを使わずにワールド8-4クリア後にプレイ可能になる（ゲームとしてはエンディング後にそのままプレイ継続する形で開始）ワールド9と、8回クリアするとプレイ可能になるワールドAからDまでがある。

### 裏ゼルダの伝説
ファミコンディスクシステム版『ゼルダの伝説』クリア後にプレイ可能になる。特殊な名前を入力することで、最初から裏面をプレイすることも可能。一部のマップが変更されており、敵も強化されている。
当初は作る予定が無かったが、ダンジョンマップ制作を担当した手塚卓志が、容量を間違えていて予定の半分しか使用しなかったため、折角だからとマップを追加して裏面にすることになった。

### 裏スターソルジャー
ファミコン版『スターソルジャー』クリア後に、ゲームを開始するとプレイ可能になる。特殊なコマンドを入力することでもプレイ可能。表面では機械的だったグラフィックが生物的でグロテスクなデザインに一新されており、敵キャラの名前も変更されている。パワーアップ1段階行うだけで敵が誘導弾を撃ってくるようになる。

### 裏バベルの塔
ファミコン版『バベルの塔』クリア時にエンディングでコマンドが表示される。タイトル画面でそれを入力すると、タイトルバックの色が変わりプレイ可能になる。ステージ構成が完全に変更されており「バベルプロ」の名前に相応しい高難度のステージとなっている。

### 裏・女神転生
ファミコン版『デジタルデビル物語 女神転生』クリア後にしばらく待つとメッセージが現れ、その後スタートすると開始する。敵のHPが増加しており、イベント発生場所や宝箱の位置などが変更されている。

### 裏イシターの復活
PlayStation版『ナムコミュージアム』Vol.4収録の『イシターの復活』で特殊なコマンド入力でプレイ可能に。コンティニューが不可になっており、出現する敵なども変更されている。